# PPY
PPY (англ. Pancreatic polypeptide) – білок, який кодується однойменним геном, розташованим у людей на довгому плечі 17-ї хромосоми. Довжина поліпептидного ланцюга білка становить 95 амінокислот, а молекулярна маса — 10 445.
| 10         |  | 20         |  | 30         |  | 40         |  | 50         |
| ---------- |  | ---------- |  | ---------- |  | ---------- |  | ---------- |
| MAAARLCLSL |  | LLLSTCVALL |  | LQPLLGAQGA |  | PLEPVYPGDN |  | ATPEQMAQYA |
| ADLRRYINML |  | TRPRYGKRHK |  | EDTLAFSEWG |  | SPHAAVPREL |  | SPLDL      |

A: Аланін

C: Цистеїн

D: Аспарагінова кислота

E: Глутамінова кислота

F: Фенілаланін

G: Гліцин

H: Гістидин

I: Ізолейцин

K: Лізин

L: Лейцин

M: Метіонін

N: Аспарагін

P: Пролін

Q: Глутамін

R: Аргінін

S: Серин

T: Треонін

V: Валін

W: Триптофан

Кодований геном білок за функцією належить до гормонів. 
Задіяний у такому біологічному процесі, як альтернативний сплайсинг. 
Секретований назовні.